# Somme (Loire)

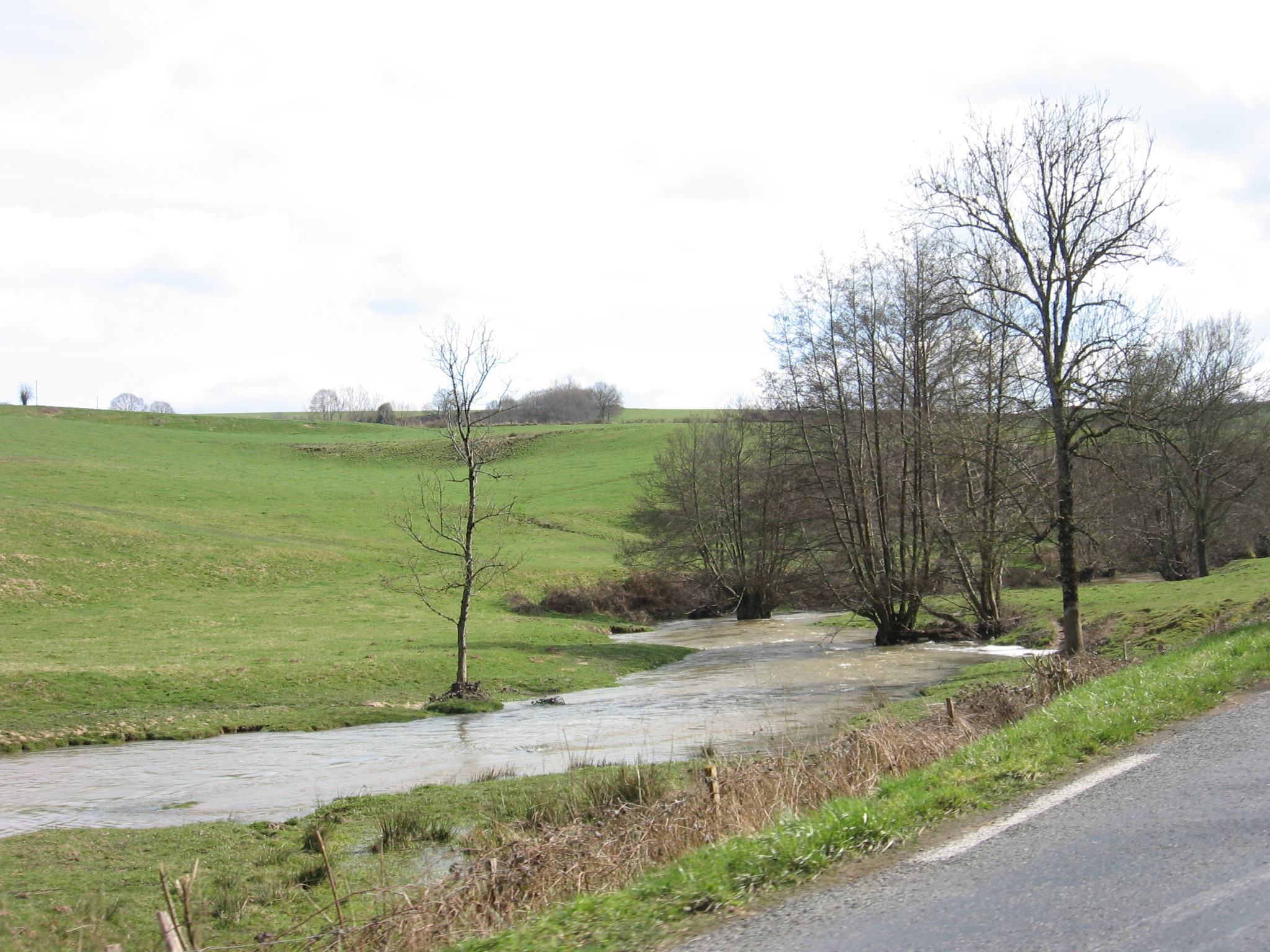
Somme

De Somme is een zijrivier van de Loire (niet te verwarren met de Somme in Picardië) in het Franse departement Saône-et-Loire. De Somme loopt langs de plaats Cressy-sur-Somme en mondt uit in de Loire bij de plaats Le Fourneau, 2 kilometer ten noorden van Bourbon-Lancy.